# NGC 272
NGC 272 este un roi deschis situat în Micul Nor al lui Magellan, în constelația Andromeda. A fost descoperit probabil în 2 august 1864 de către Heinrich d'Arrest.